# الجمعية المصرية للدراسات التاريخية
الجمعية المصرية للدراسات التاريخية من أقدم الجمعيات العلمية غير الحكومية في مصر تأسست في 20 يوليو 1945 تحت اسم الجمعية الملكية للدراسات التاريخية، بمرسوم ملكي بفضل مساعي حسن حسني باشا السكرتير الخاص للملك فاروق وتحددت أغراضها بالنهوض بالدراسات التاريخية ونشر الوعي التاريخي بين أبناء الوطن وحفظ الوثائق التاريخية، وفي هذا الصدد تضم الجمعية مخطوطات ووثائق تاريخية وعقب صدور قرار إزالة للعقار الذي كان يقع به مقر الجمعية بشارع البستان بباب اللوق في التسعينيات. قام الشيخ الدكتور سلطان القاسمي حاكم إمارة الشارقة بدولة الإمارات بالتبرع لشراء أرض بمدينة نصر لبناء مبني حديث وتجهيزه وتقديمه هدية منه إلي مصر، فهو خريج جامعة القاهرة وحاصل علي درجة بكالريوس العلوم الزراعية منها والدكتوراه في التاريخ من المملكة المتحدة. وانتقلت الجمعية وثروة البلد التاريخية إلي مقرها الجديد بمدينة نصر.

## نبذة مختصرة عن تاريخ الجمعية
تغير اسم الجمعية بعد قيام ثورة يوليو 1952 إلي  »الجمعية المصرية للدراسات التاريخية.« واتخذت الجمعية - عند تأسيسها - مقرا مؤقتا بمكتب محمد شفيق غربال بوزارة المعارف العمومية ثم خصصت لها غرفتان بجمعية  »الاقتصاد السياسي والإحصاء والتشريع«. مع اتساع نشاط الجمعية وزيادة أعضائها انتقلمقرها إلي مكان خصص لها بمباني» الجمعية الزراعية الملكية« بأرض الجزيرة ابتداء من أول مارس 1950، ظلت الجمعية تمارس نشاطها بذلك المقر حتى عام 1958 عندما اضطرت إلي إخلائه بعد صدور القرار الجمهوري الذي قضي بإقامة «هيئة المعارض».في نفس المكان، فانتقل مقر الجمعية إلي البناية رقم 2 بشارع ناصر الدين المتفرع من شارع البستان بالقاهرة، تعترت الحالة المالية للجمعية نتيجة صدور قانون إيجارات الأماكن غير المخصصة لأغراض السكنى الذي ضاعف إيجار المقر إلى ثمانية أضعاف مع زيادة سنوية في القيمة الإيجارية، مما عرض الجمعية للطرد من مقرها حيث طرقت الجمعية جميع الأبواب طلبا للعون حتى تستطيع الاستمرارفي أداء رسالتها في خدمة تاريخ الأمة العربية، ولقيت استجابة من سعد فخري عبد النور الذي تبرع بسداد إيجار المقر مدة عامين، كما تلقت تبرعات من شخصيات أخرى مصرية من رجال الأعمال، ووافق وزير الثقافة على صرف إعانة سنوية للجمعية قدرها عشرة آلاف جنيها من صندوق التنمية الثقافية، وكذلك قدم وزير التعليم العالي والبحث العلمي دعما مماثلا لمدة عامين.
رأى مجلس إدارة الجمعية أن هذه التبرعات والاعانات لا تكفى وحدها لضمان استمرار الجمعية في أداء رسالتها بينما يستنفذ الإيجار معظم مواردها، ولجأت إلى بعض رعاة الثقافة في الوطن العربي طالبة مساعدتها في امتلاك مقر خاص بهاولقيت الجمعية استجابة كريمة من الشيخ الدكتور سلطان بن محمد القاسمى حاكم الشارقة وعضو المجلس الأعلى لدولة الإمارات العربية المتحدة، فأهدى سموه للجمعية المقر الحالي بمدينة نصر بموجب عقد هبة تم توقيعه في حفل افتتاح المقر مساء الأربعاء 23 من مايو 2001 ( شاملا الأرض والمبنى والأثاث والتجهيزات ) بحضور بعض الوزراء وكبار رجال الدولة وأعضاء الجمعية ورموز الحياة الثقافية.
كانت هذه المكرمة بمثابة تأسيس جديد للجمعية، التي تحولت من جمعية تقدم خدماتها لأعضائها في الفترة المسائية فقط إلى مؤسسة ثقافية تعمل طوال اليوم في خدمة أعضائها ومجتمعها وأصبحت مكتبة الجمعية تحتل طابقين من المبنى الجديد، وقدمت دار الكتب المصرية فريقا من الأمناء للعمل بها على فترتين صباحا ومساءا، وتتحمل دار الكتب أجورهم وإتسع نشاط الجمعية الثقافى إتساعا ملحوظا منذ العام 1999، فإلى جانب محاضرات الموسم الثقافي والندوة السنوية، نظمت حلقات النقاش، كما تبنت الجمعية سيمنار الباحثين الشبان في التاريخ العثمانى وأعطته دفعة قوية على مدى السنوات الخمس الأخيرة.

## نشاط الجمعية
تطور نشاط الجمعية ليشمل:
- تنظيم الدراسات التاريخية الخاصة بمصر والوطن العربي.
- جمع الوثائق والمصادر والمذكرات الخاصة بهما ومعاجم الاعلام لمختلف العصور.
- عقد محاضرات تثقيفية للشباب للتوعية بتاريخ البلد.
- إصدار مجلة دورية تتضمن بحوث الجمعية.